# União das Freguesias de Quirás e Pinheiro Novo
União das Freguesias de Quirás e Pinheiro Novo, kurz UF Quirás e Pinheiro Novo, ist eine Gemeinde (Freguesia) im portugiesischen Kreis von Vinhais in der Region Trás-os-Montes.
Die Gemeinde hat 286 Einwohner und eine Fläche von 59,19 km² (Stand nach Zahlen vom 30. Juni 2011).
Sie entstand im Zuge der Administrative Neuordnung in Portugal 2013 am 29. September 2013 durch Zusammenschluss der Gemeinden Quirás und Pinheiro Novo. Sitz der neuen Gemeinde wurde Quirás.